# Dineutus iridescens
Dineutus iridescens là một loài bọ cánh cứng trong họ van Gyrinidae. Loài này được Kirsch miêu tả khoa học năm 1865.